# Pipabéka
A pipabéka (Pipa pipa) a kétéltűek (Amphibia) osztályának békák (Anura) rendjébe, ezen belül a pipabékafélék (Pipidae) családjába tartozó faj.

## Előfordulása
A pipabéka elterjedési területe Bolívia, Brazília, Ecuador, Francia Guyana, Guyana, Kolumbia, Peru, Suriname, Trinidad és Tobago és Venezuela.

## Megjelenése
Ez a békafaj általában 10-13 centiméter hosszú, de akár 20 centiméteresre is megnőhet. A pipabékának kicsik a szemei; nincsenek fogai és nyelve sem. Lapos teste, levél alakú. Színezete kopott barna, néhány folttal. Széles lábfejei úszókkal vannak ellátva; a mellső lába ujjain csillagszerű képződmények láthatók.

## Életmódja
A pipabéka a trópusi és szubtrópusi alföldek nedves erdeiben és édesvizű mocsaraiban él. Az élőhelyek elvesztése veszélyezteti a fajt.

## Szaporodása
Ezt a békát a szaporodási módszere miatt ismerjük jól. A többi békafajtól eltérően, a pipabéka hím nem a légzsákok által kiadott hangokkal vonzza magához a nőstényeket, hanem a torokban levő csonttal, amellyel éles csettintő hangokat képez. Ölelkezés közben a pár ívekben fel-felemelkedik a fenékről. Minden felemelkedés közben, a nőstény 3-10 petét bocsát ki magából; a petéket a hím mozgásai a nőstény háti bőrébe nyomja belé. Miután a peték el lettek „ültetve”, néhány napra a bőrbe ágyazódnak és az anyjuk hátának lépesméz külsőt kölcsönöznek. A petéből való kikelés, az ebihalból kis békává válás, mind az anyaállat hátbőrében megy végbe. Az alig 2 centiméter hosszú, kis pipabékák átszakítják anyjuk hátbőrét és kimásznak. Miután elhagyták az anyaállatot, a kisbékák magányos életmódot folytatnak.

## Képek a pipabékáról

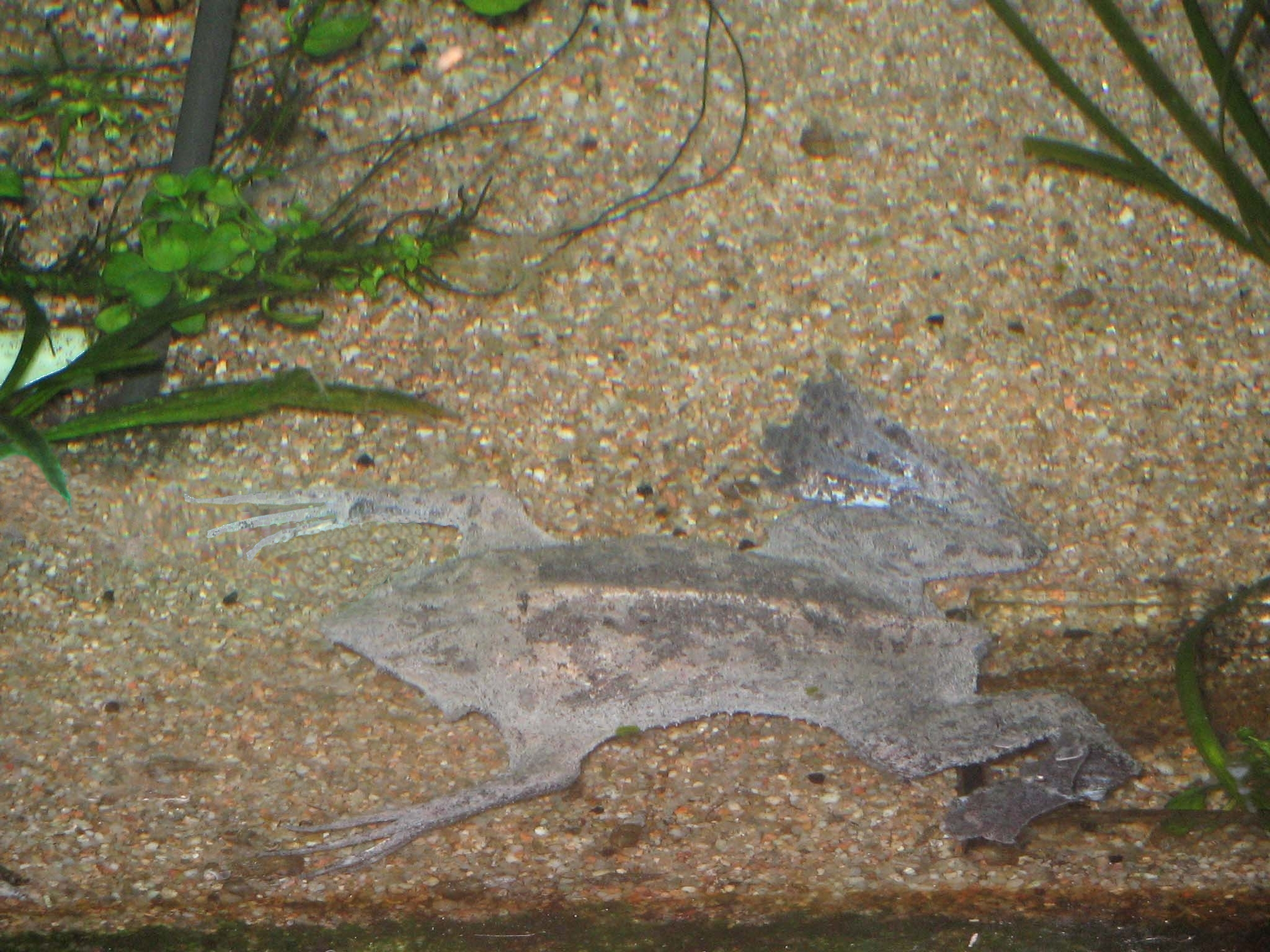
Lapos teste és színezete segíti a rejtőzködésben
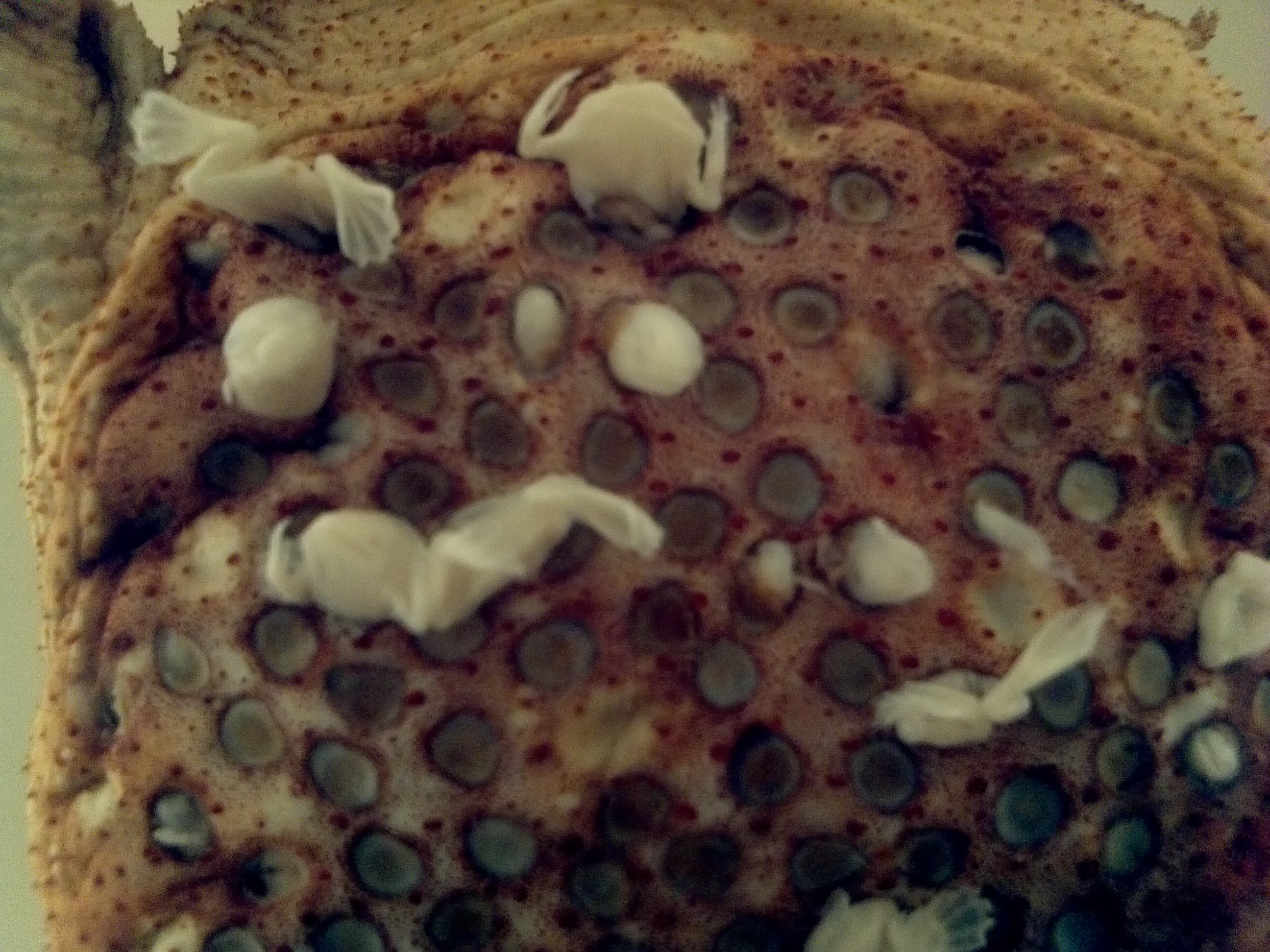
A nőstény hátbőréből előbújó kis békák
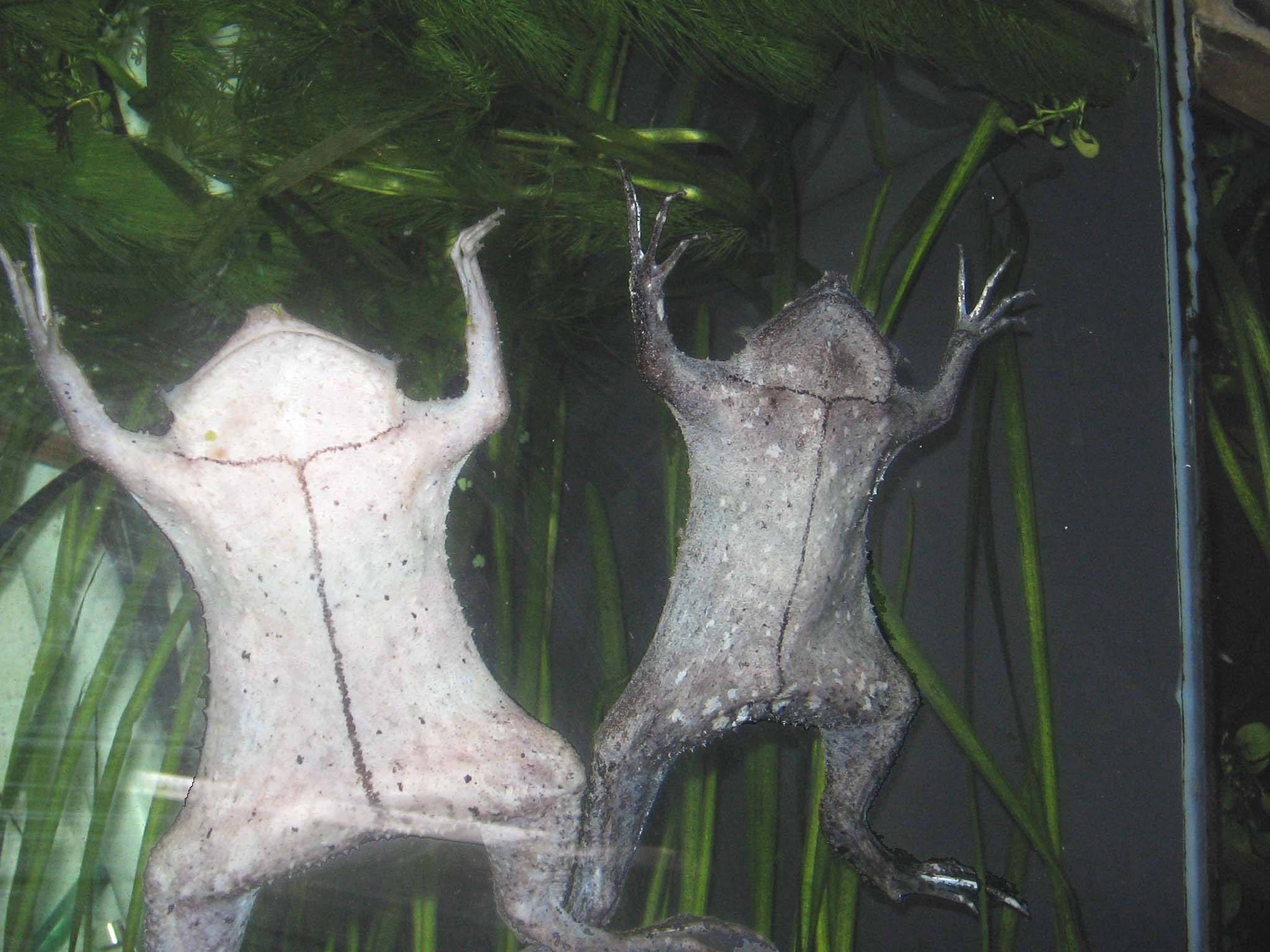
A hasa világosabb
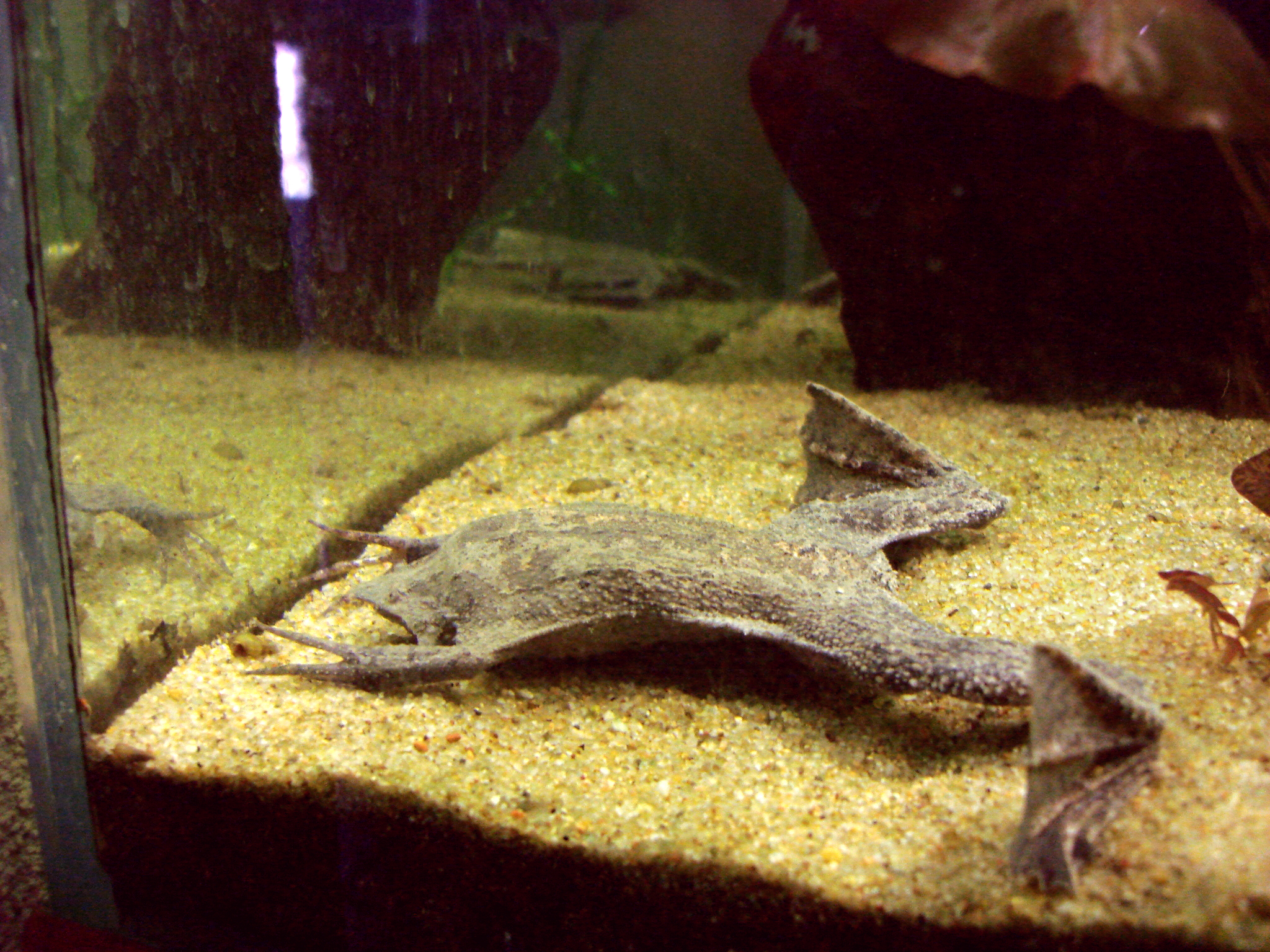
Egy akváriumban
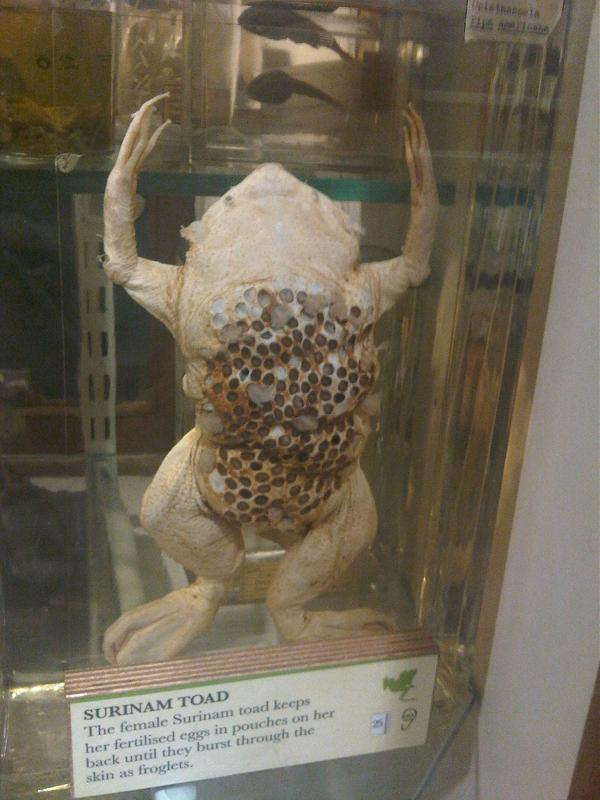
A londoni Grant Museum of Zoology-ban
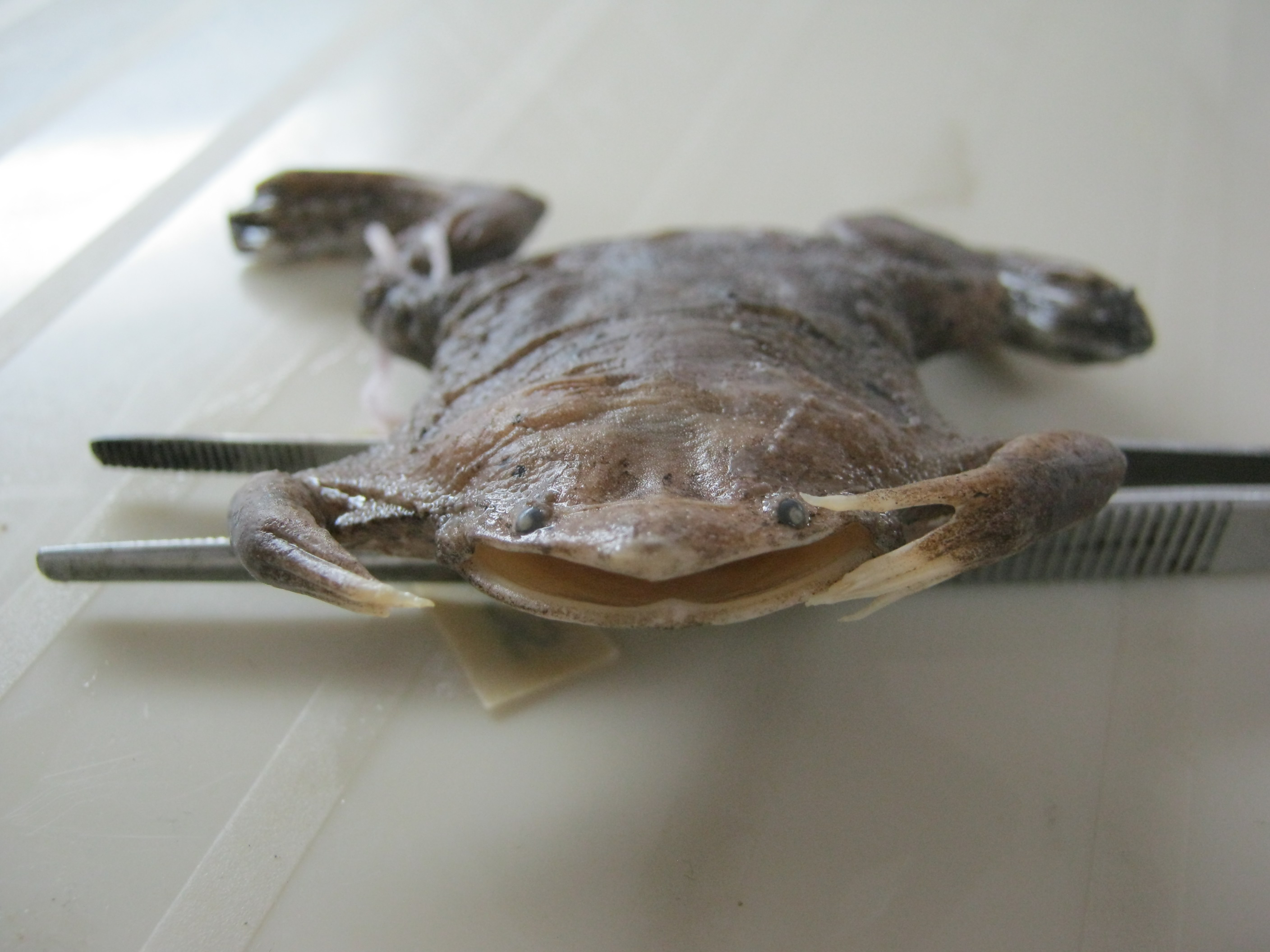
Széles feje nagy szájban végződik

## Fordítás
- Ez a szócikk részben vagy egészben  a   Surinam toad című angol Wikipédia-szócikk ezen változatának fordításán alapul.  Az eredeti cikk szerkesztőit annak laptörténete sorolja fel. Ez a jelzés csupán a megfogalmazás eredetét és a szerzői jogokat jelzi, nem szolgál a cikkben szereplő információk forrásmegjelöléseként.